# Thüringische Botanische Gesellschaft

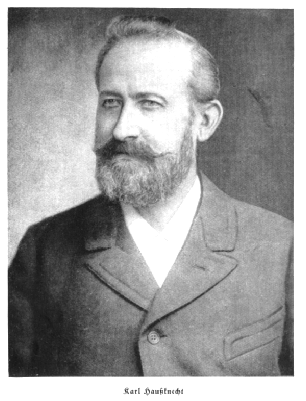
Heinrich Carl Haussknecht

Die Thüringische Botanische Gesellschaft e. V. ist eine wissenschaftliche Vereinigung in Jena, die den Zusammenschluss beruflich und in ihrer Freizeit tätiger Botaniker sowie botanisch Interessierter organisiert. 

## Geschichte
Sie wurde 1882 als Botanischer Verein für Gesamt-Thüringen in Jena gegründet und hieß später Thüringischer Botanischer Verein.
Einer der Begründer war der Weimarer Botaniker Carl Haussknecht, der mit dem Herbarium Haussknecht den Grundstock hierzu legte. Dieses wird von der Bauhaus-Universität Weimar genutzt. Bis zu seinem Tod 1903 war Haussknecht auch Vorsitzender. Nach seinem Tod übernahm Joseph Bornmüller sowohl den Vorsitz über den Verein als auch die Funktion des Kustos über das Herbarium Hausknecht in Weimar. Sitzungsberichte des Botanischen Vereins für Gesamt-Thüringen erschienen auch in den Mitteilungen der Geographischen Gesellschaft (für Thüringen) zu Jena.
Die Gesellschaft widmet sich der wissenschaftlichen Erforschung und Erfassung der Pflanzenwelt Thüringens und seiner Nachbargebiete. Darüber hinaus fördert sie die botanischen Wissenschaften in ihrer Gesamtheit in wissenschaftlicher, volks- und berufsbildender Hinsicht. Sie sieht sich damit in der Tradition botanischer Forschung in Thüringen. Sie führt Exkursionen durch und gibt ein Mitteilungsblatt heraus. Dieses erscheint seit 1949 unregelmäßig. Außerdem betreibt sie die Kartierung gefährdeter Arten.